# 라흐티-살로란타 M/26
라흐티-살로란타 M-26(핀란드어: Lahti-Saloranta M-26) 기관총은 아이모 요하네스 라흐티와 핀란드 육군 중위 아르모 E. 살로란타(핀란드어: Armo E. Saloranta)가 1926년에 개발한, 제2차 세계대전 당시 핀란드군의 제식 경기관총이다. 별칭으로 피카키외리(핀란드어: Pikakivääri)라고도 한다. 완자동과 반자동 모드를 전환해 발사할 수 있었고, 기관총용으로 20발의 상자형 탄창과 75발의 드럼형 탄창이 생산되었으나 핀란드군은 20발 탄창만을 사용하였다.

## 역사
아이모 라흐티가 수오미 기관단총의 프로도타입인 M-22 기관단총 제작을 완료한 후, 그는 육군의 하인릭크스(Heinricks)라는 장군에게 핀란드군이 사용할 기관총 설계를 제안받아, 곧바로 개발에 착수해 1923년 후반에 설계도안을 완성했다. 1924년 10월에 핀란드군 제식 기관총 선정을 위한 위원회가 소집되었고, 라흐티가 개발하고 있던 기관총도 후보에 포함되어 있었으므로 그는 개발을 속개하라는 명령을 받았다. 라흐티가 공학 학위가 없었으므로 덴마크에서 무기관련 기술공학을 이수하고 있던 공학 전문가인 핀란드 육군 중위 아르모 살로란타가 핀란드로 불려와, 그의 도움으로 1925년 7월 헬싱키에 있는 제 1 병기병참부에서 7.92mm 구경 리코일 오퍼레이션 작동 방식의 프로도타입이 제작되었다. 빅커즈, 호치키스 등 9개의 외국산 기관총과 라흐티가 개발한 기관총의 첫 테스트가 진행되었는데, 처음에는 콜트-브라우닝 사에서 개발한 기관총이 가장 우수하다고 평가되었다. 그런데 도중 위원회에서 제식 기관총 표준 구경으로 7.62mm를 결정했고, 이에 라흐티는 테스트용으로 새로운 7.62mm 기관총을 제작했는데 이것이 M/26 이었다. M-26은 1926년에 재개된 두 번째 테스트에서 제식 경기관총으로 채택되었지만 곧바로 생산을 착수하기에는 개선할 부분이 있었기 때문에, 새로 두 정의 기관총이 다시 만들어져 테스트에서 통과되었다.
M/26은 1928년부터 살로란타의 경영 하에 핀란드 위베스킬례(Jyväskylä)의 VKT(핀란드어: Valtion Kivääritehdas, 국립 총기공장)에서 생산이 시작되었는데, 처음 핀란드군은 약 200정의 M/26을 주문했다. 그런데 공정이 너무 지연되어 1929년 2월까지 한 정의 기관총도 생산되지 않았으며, 3월에서야 겨우 20정이 제작되었다. 이에 1929년 4월 3일 조사를 위해 위베스킬례로 위원회가 파견되었고, 곧 살로란타가 정식으로 인가받지 않고 기관총의 설계도를 임의로 변형했음이 밝혀졌다. 구체적으로 살로란타가 허가 없이 변경한 부분은 노리쇠, 갈퀴(약실 추출 장치), 사격 가늠좌를 회전이 가능하도록 고쳐놓은 것이었는데, 살로란타는 총기의 안정성을 개선하려는 목적으로 변형을 했다고 주장했다. 그러나 위원회는 이 같은 변형이 기존에 채택된 설계에 근거한 기관총과 다르다고 판단해 1929년 4월 4일 테스트를 했는데, 사격 도중 갈퀴가 열로 인해 작동하지 않아 총탄이 내부에서 고착되었으며, 스프링의 질이 나빠 탄창이 빠지지 않는 경우가 허다했다. 위원회는 지금까지 생산된 모든 M/26의 질이 형편없다고 판정했고, 이 때문에 살로란타는 임무 해제되어 총포공 학교의 하위 단면도 제작임무로 이직되었다.
이후 살로란타를 대신해 엔지니어인 K. 벨테임(K. Veltheim)이 새로운 경영자로 선임되었고, 아이모 라흐티가 M/26 생산 감독직에 영구적으로 임명되어 1929년 7월 17일부터 생산이 재개되었지만, 이전의 사건으로 모든 설계도와 생산장비를 재검사하게 되어 1930년까지도 첫 주문인 200정이 생산되지 못했다. 그러나 그런 생산 속도가 점차 개선되기 시작해 1939년 가을에는 약 4,000정이 제조되어 핀란드 육군에 보급되었다. 1940년-1941년 사이에는 육군에 보급되지 않았고, 1942년에 마지막 500정 생산이 완료되어 보급되었다. 또한 핀란드군은 M/26을 수출하고자 노력했으며, 실제로 중국에서 1937년 3만 정 정도의 7.92mm 형 M/26-32을 주문했다. 이 정도의 주문은 상당한 양이었고 VKT의 재정면에서도 상당한 도움이 될 것이라고 예상되었지만, 일본측의 외교적 압력으로 결국 계약을 파기하기 전까지 1차분인 1,200정의 M/26 이 중국 국민군에게 수령되었다. 1942년까지 생산된 M/26의 총수는 핀란드 육군용 5,000정과 수출용 1,200정을 합해 약 6,200정으로 추측된다.
당시 M/26은 엄호지원용으로 각 소대에 두 분대씩 지급되었고, 각각의 엄호지원 분대에는 한 명의 M/26 총수와 보조총수, 총기운반병이 있었는데, 총기운반병은 저격총을 소지하는 것이 가능했다. 사격 정확도는 문제가 없었지만 전장에서 사용하기엔 무거운데다 탄창 호환성도 부족해 신뢰성이 떨어져서, 핀란드 병사들이 '고장 축적(Kootut virheet M/26)'이라는 별명을 붙여 줄 정도로 M/26은 인기가 없었다. 라흐티는 M/26 의 고장 원인은 병사들의 총기 관리가 미비하고 제때 윤활유를 칠해주지 않아서 그렇다고 주장했지만, 전장에서 188개나 되는 부품을 일일이 손보긴 힘들었다. 하여튼 핀란드군은 M/26보다 오히려 소련군의 데그차레프 경기관총을 더욱 선호해 소련군에게 노획하는 대로 사용했다. 일례로 1944년 6월에 핀란드군은 M/26을 4,760정 보유하고 있었지만 데그차레프는 9,000정 이상을 보유하고 있었다고 한다. 전후 1951년 8월 M/26은 3,377정이 남아 있었으며, 1985년까지 창고에 방치되어 있다가 1990년대 초 몇 정이 총기 컬렉터들에게 팔리고 나머지는 파기되었다.

## 사용
M/26은 하단부에 착탄하는 20발들이 만곡형 탄창을 사용했는데, 한 개에 5개가 들어가는 가죽 주머니를 총수와 보조총수가 한 개씩 들고 다녔다. 신속한 재급탄을 위해 여러 급탄 도구를 보유하고 있었으며, 보통 2각대에 장착해 사용했다. 총구에 소염기가 장착되어 있었는데, 총열 길이가 50cm 밖에 되지 않아서 필수적인 조치였다. 안전 스위치는 방아쇠울 앞에 있었고, 그 앞에 사격 모드 선택 스위치가 있었는데 앞 쪽은 완자동이었고, 뒤 쪽이 반자동이었다. 약 25-30초 안에 총열을 교체할 수 있었고, 탄젠트식 가늠좌는 3에서 15까지(300~1,500m) 조정 가능했다. M/26 총수는 다양한 도구와 분해 장비(교체용 총열 포함)를 옷감 재질의 가방에 소지했는데, 가장 중요한 도구는 착탄 도구로, 탄창 스프링이 너무 세서 착탄 도구가 없으면 탄창을 교환할 수가 없었다. 착탄 도구는 두 종류가 있었는데, 큰 것은 나무에 붙여 사용하는 것으로 빠르게 교체가 가능했고, 작은 것은 손바닥만한 크기로 휴대가 편했지만 큰 것보다 교체 시간이 느렸다.